# Leopold Bloom
Leopold Bloom és el protagonista de la novel·la Ulisses, obra de l'autor irlandès James Joyce. Té trenta-vuit anys, treballa com a agent de publicitat i adopta el rol d'Odisseu. Com l'heroi grec de L'Odissea està absent de l'inici de la història i no apareix fins a l'episodi quart (primer episodi de la segona part). L'autor presenta Bloom amb les següents paraules:
| « | El senyor Leopold Bloom menjava amb delit els òrgans interiors de bèsties i aus. Li agradava la sopa espessa de menuts, els pedrers, de gust a nou, el cor farcit fregit, els talls de fetge arrebossats, els ous de bacallà fregides. Sobretot, li agradaven els ronyons de xai a la graella, que donaven al seu paladar un subtil sabor d'orina lleument olorosa. | » |

Nascut el 1866, Bloom és l'únic fill de Rudolf Virág (hongarès de Szombathely que va emigrar a Irlanda, es va convertir del judaisme al protestantisme, va canviar-se el nom per Rudolph Bloom i, finalment, es va suïcidar) i d'Ellen Higgins, irlandesa i protestant. Es va casar amb Marion (Molly) Tweedy el 8 d'octubre de 1888. La parella té una filla, Millicent (Milly), nascuda el 1889. Llur fill Rudolph (Rudy), nascut el desembre de 1893, va morir al cap d'onze dies. La família viu al número 7 del carrer Eccles Street de Dublín.
Ulisses es concentra especialment en Bloom i en l'odissea contemporània que emprèn travessant Dublín durant un únic dia, el 16 de juny de 1904, i els diversos tipus de gent i temes amb què es troba. Tanmateix, els episodis 1 a 3, a més del 9 i, en menor mesura, el 7, es concentren més aviant en Stephen Dedalus, que seria el Telèmac en el pla del llibre. Els aficionats joycians celebren el "Bloomsday" el 16 de juny.
Mentre va passant el dia, els pensaments de Bloom el mostren en certa manera preocupat per l'affaire entre Molly i el seu agent, Hugh 'Blazes' Boylan i, en trobar-se amb el funeral del seu amic Paddy Dignam, per la mort del seu fill Rudy. L'absència d'un fill pot ser el que el dugui a sentir simpatia per Stephen, de qui té cura cap al final del llibre (el treu d'un bordell, el porta a la seva pròpia casa i li ofereix fins i tot un lloc on estudiar i treballar). També s'hi poden llegir les seves actituds a vegades xovinistes, una certa tendència al voyeurisme i el seu infidel àlter ego epistolar, "Henry Flower". Bloom odia la violència, i la seva indiferència envers el nacionalisme el du a barallar-se amb alguns dels seus conciutadans (per exemple amb "the Citizen" en el capítol dels cíclops).